# Clásico del fútbol rumano

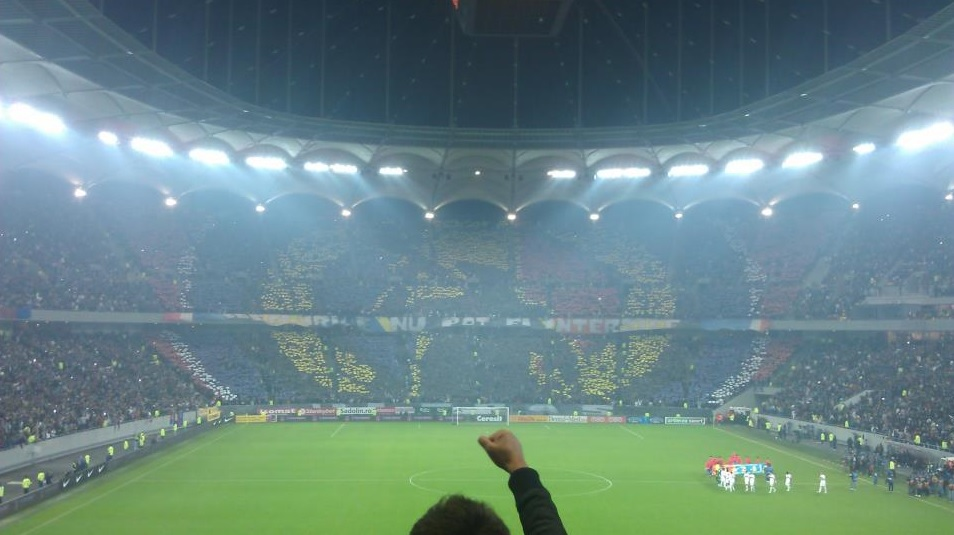
Aficionados del Steaua Bucarest.

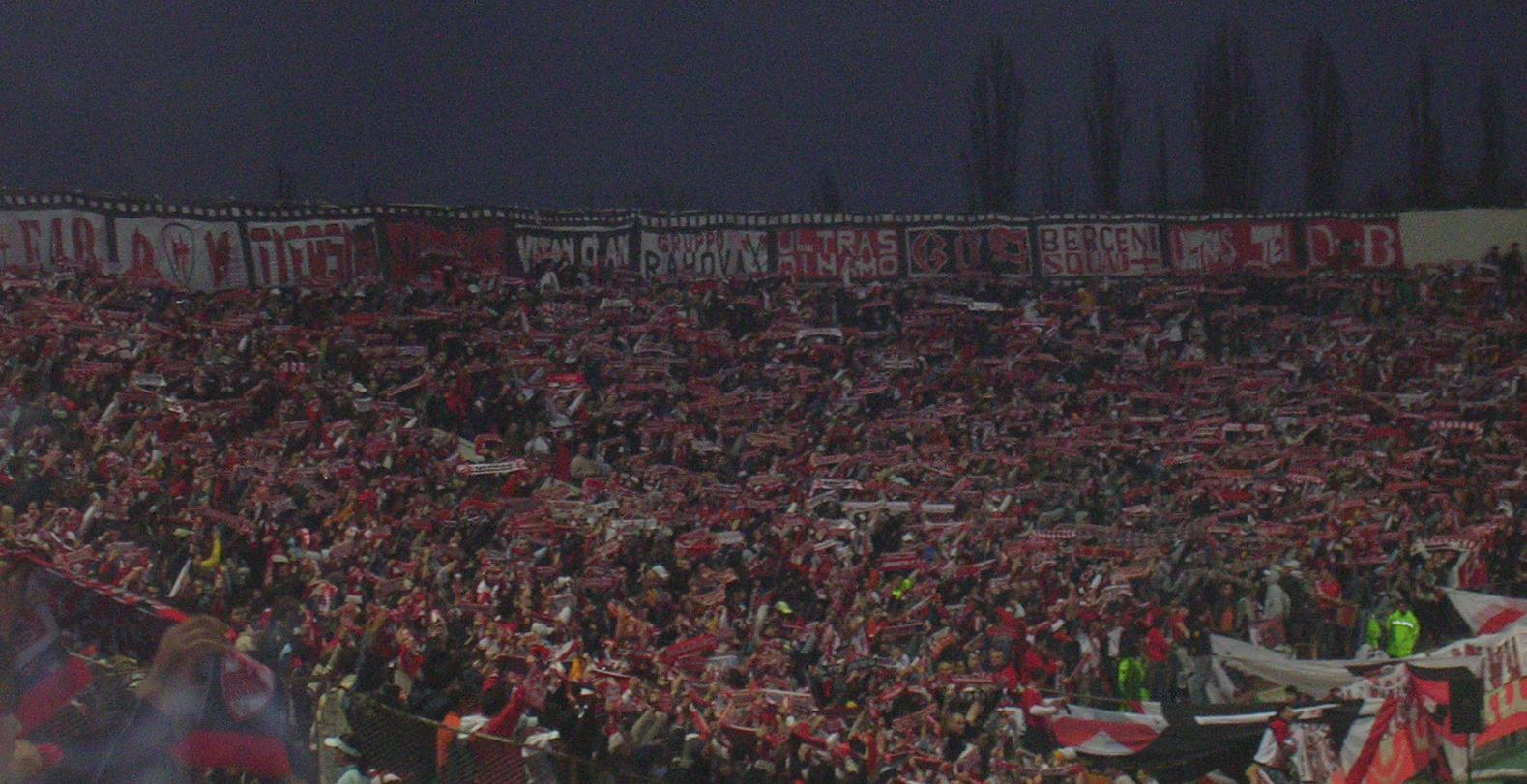
Aficionados del Dinamo Bucarest.

El Clásico del fútbol rumano, conocido popularmente en los medios de comunicación como Marele Derby (el gran clásico), Eternul Derby (el derbi eterno), Unicul Derby (derbi único) o Clasicul Romaniei (el clásico de Rumania), es el partido de fútbol que disputan el Dinamo Bucarest y el Steaua Bucarest los dos clubes más populares de Rumania.
El primer duelo entre ambos data de 1948 y finalizó con victoria del Steaua por 1—0, actuando en condición de visitante.

## Historia
El término Eternul derby originalmente se refería a los partidos y rivalidad entre el Venus y el Rapid București durante el período de entreguerras. Sin embargo, el Venus, fundado en 1915, desapareció en 1949 con la llegada del comunismo a Rumania.
Tras la Segunda Guerra Mundial, en el país se implantó un régimen comunista que favoreció la creación de numerosos clubes asociados a órganos o instituciones oficiales, semejante a las sociedades deportivas soviéticas. El Steaua Bucarest se fundó en 1947 bajo el amparo del Ministerio de Defensa, mientras que el Dinamo lo hizo un año después y representaba al Ministerio del Interior. Los dos clubes capitalinos fueron incluidos, de manera directa, en Primera división en 1948.

### Finales de Copa de Rumanía
Por la final de la Copa de Rumania se enfrentaron en 10 duelos. El Dínamo obtuvo el trofeo ante su clásico rival en 4 oportunidades (1964, 1984, 1986, y 1990), mientras que el Steaua lo hizo en 7 ocasiones (1969, 1970, 1971, 1987, 1988, 1989 y 2011).

#### Copa Rumanía 1988
Steaua y Dinamo volvieron a enfrentarse por la final de la Copa de Rumanía de 1988. Avanzado el segundo tiempo el marcador se encontraba 1 a 1, hasta que en el minuto 88 el Steaua convirtió el gol que le daba la Copa, sin embargo el árbitro anuló el tanto por posición de fuera de juego. Ante esto los directivos del Steaua decidieron retirar al equipo por considerar injusta la decisión del árbitro. Tras el hecho, el Ministerio del Interior ordenó a los medios de comunicación no omitir ningún comentario acerca de lo acontecido hasta conocer la decisión de la Federación Rumana de Fútbol. Después de 48 horas, la F.R.F otorgó la victoria y la Copa al Steaua por considerar que el árbitro había realizado gestos que confundieron al público.
Tras la Revolución Rumana de 1989 que derrocó al gobierno de Ceaucescu, el Steaua devolvió el trofeo al Dinamo —que lo rechazó— como una forma de reconocer las irregularidades cometidas. Sin embargo la F.R.F considera ganador de la Copa al Steaua.

### Finales de Supercopa de Rumanía
Por la Supercopa rumana se enfrentaron en dos ocasiones, con una victoria por bando. El Steaua derrotó a su clásico rival en la edición de 2002, venciéndolo por 2 a 1, mientras que el Dínamo ganó esta competición ante su tradicional rival en 2005, cuando ganó por 3 a 2.

## Estadísticas
En total, se enfrentaron en 181 partidos oficiales. El Steaua ganó en 63 encuentros y el Dinamo lo hizo en 61, y empataron en 57 oportunidades.
| Motivo                     | PJ  | GD | E  | GS | GolD | GolS |
| -------------------------- | --- | -- | -- | -- | ---- | ---- |
| Liga Rumana                | 148 | 49 | 54 | 45 | 197  | 202  |
| Copa Rumanía               | 29  | 9  | 3  | 17 | 41   | 54   |
| Copa de la Liga de Rumanía | 2   | 2  | 0  | 0  | 7    | 2    |
| Supercopa Rumana           | 2   | 1  | 0  | 1  | 4    | 4    |
| TOTALES                    | 181 | 61 | 57 | 63 | 249  | 262  |

| PJ: partidos jugados  |
| GD: ganador Dinamo    |
| GS: ganador Steaua    |
| E: empate             |
| GolD: goles de Dinamo |
| GolS: goles de Steaua |

## Palmarés
A continuación una tabla que muestra las competiciones oficiales ganadas por ambos clubes. No se incluyen competiciones de divisiones inferiores.
| Competición                 | Steaua | Dínamo |
| --------------------------- | ------ | ------ |
| Primera División de Rumania | 27     | 18     |
| Copa de Rumania             | 24     | 13     |
| Copa de la Liga de Rumania  | 2      | 1      |
| Supercopa de Rumania        | 7      | 2      |
| Copa de Campeones de Europa | 1      | 0      |
| Supercopa de Europa         | 1      | 0      |
| TOTAL                       | 62     | 34     |

Datos actualizados: Temporada 2024/2025.